# Миронер, Феликс Ефимович
Фе́ликс Ефи́мович Мироне́р (также известен как Е. Ми́шин; 14 января 1927, Киев — 27 мая 1980, Пицунда) — советский кинорежиссёр и сценарист.

## Биография
Отец, Ефим Ильич (Хаим Гилелевич) Миронер (30 ноября 1890 — 9 марта 1937), уроженец Балты, бывший член Бунда, работал лектором-историком в харьковском Доме Красной Армии; репрессирован и расстрелян 9 марта 1937 года.
В 1950 году окончил режиссёрский факультет ВГИКа (мастерская И. А. Савченко). Дипломной работой стал короткометражный фильм «Градостроители», снятый совместно с однокурсником Марленом Хуциевым, с которым Ф. Миронер подружился ещё во время обучения во ВГИКе.
1953—1955 — ассистент режиссёра Киевской киностудии.
1955—1960 — режиссёр-постановщик Одесской киностудии. Именно на этой киностудии он вместе с Хуциевым поставил полюбившийся всей стране фильм «Весна на Заречной улице».
1960—1962 — режиссёр-постановщик киностудии «Мосфильм». После фильма «Увольнение на берег», снятого в 1962 году, оставил режиссуру и занялся драматургией.
Скончался 27 мая 1980 года в пицундском Доме творчества журналистов и кинематографистов Грузии. Похоронен на Востряковском кладбище (участок № 130).

## Семья
Сестра — поэтесса и переводчик Инесса Ефимовна Миронер (1921—2012), жена поэта Григория Левина. Племянник — поэт, автор песен Владимир Ивелев (1942—1994).
Жена Мила, сын Евгений (род. 1957).

## Фильмография

### Режиссёр
- 1956 — «Весна на Заречной улице»
- 1958 — «Улица молодости»
- 1962 — «Увольнение на берег»

### Сценарист
- 1956 — «Весна на Заречной улице»
- 1958 — «Улица молодости»
- 1962 — «Увольнение на берег»
- 1964 — «Фро»
- 1965 — «Месяц май»
- 1965 — «Лебедев против Лебедева»
- 1970 — «Зелёные цепочки»
- 1970 — «Городской романс»
- 1972 — «Жизнь и удивительные приключения Робинзона Крузо»
- 1974 — «Сержант милиции»
- 1974 — «В то далёкое лето…»
- 1976 — «Город с утра до полуночи» (совместно с Л. Аркадьевым)
- 1976 — «Принцесса на горошине»
- 1978 — «Кузнечик»
- 1979 — «Вторая весна»